# Architektura dworców kolejowych ziemi kłodzkiej

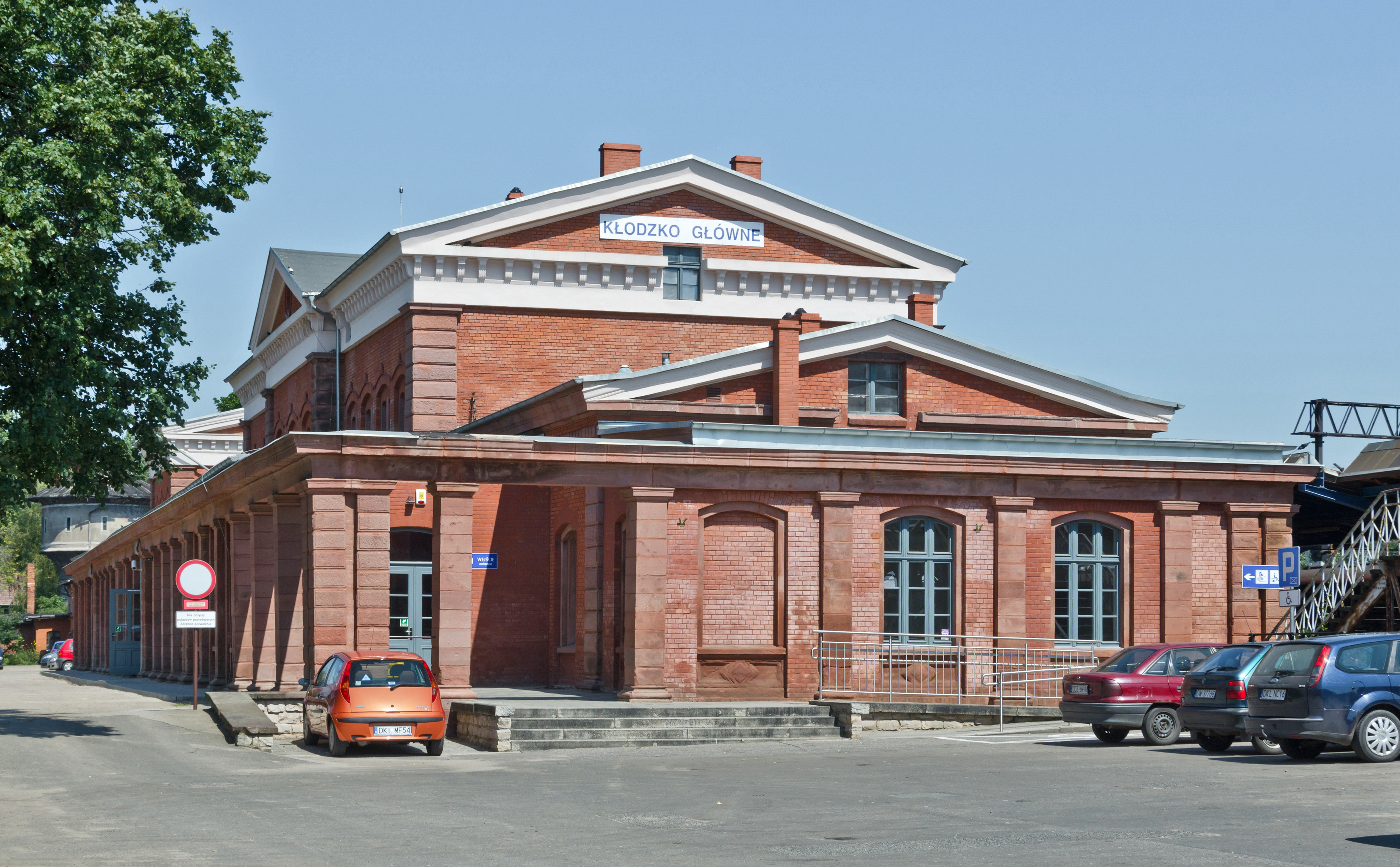
Kłodzko Główne, największy dworzec kolejowy ziemi kłodzkiej i przykład architektury eklektycznej

Architektura dworców kolejowych ziemi kłodzkiej – dworce kolejowe na ziemi kłodzkiej powstały od pierwszej połowy lat 70. XIX wieku do pierwszej dekady XX wieku. Cechuje je złożona forma architektoniczna, która poza pewnymi wyjątkami nie odbiega od zabudowań dworcowych powstałych w tym czasie w Niemczech. Większość stacji kolejowych tego regionu dzięki zróżnicowanej architekturze doskonale harmonizuje z otoczeniem górskiego krajobrazu. Proporcje obiektów, a także zastosowane materiały budowlane posiadają wysoki walor architektoniczny.

## Informacje ogólne

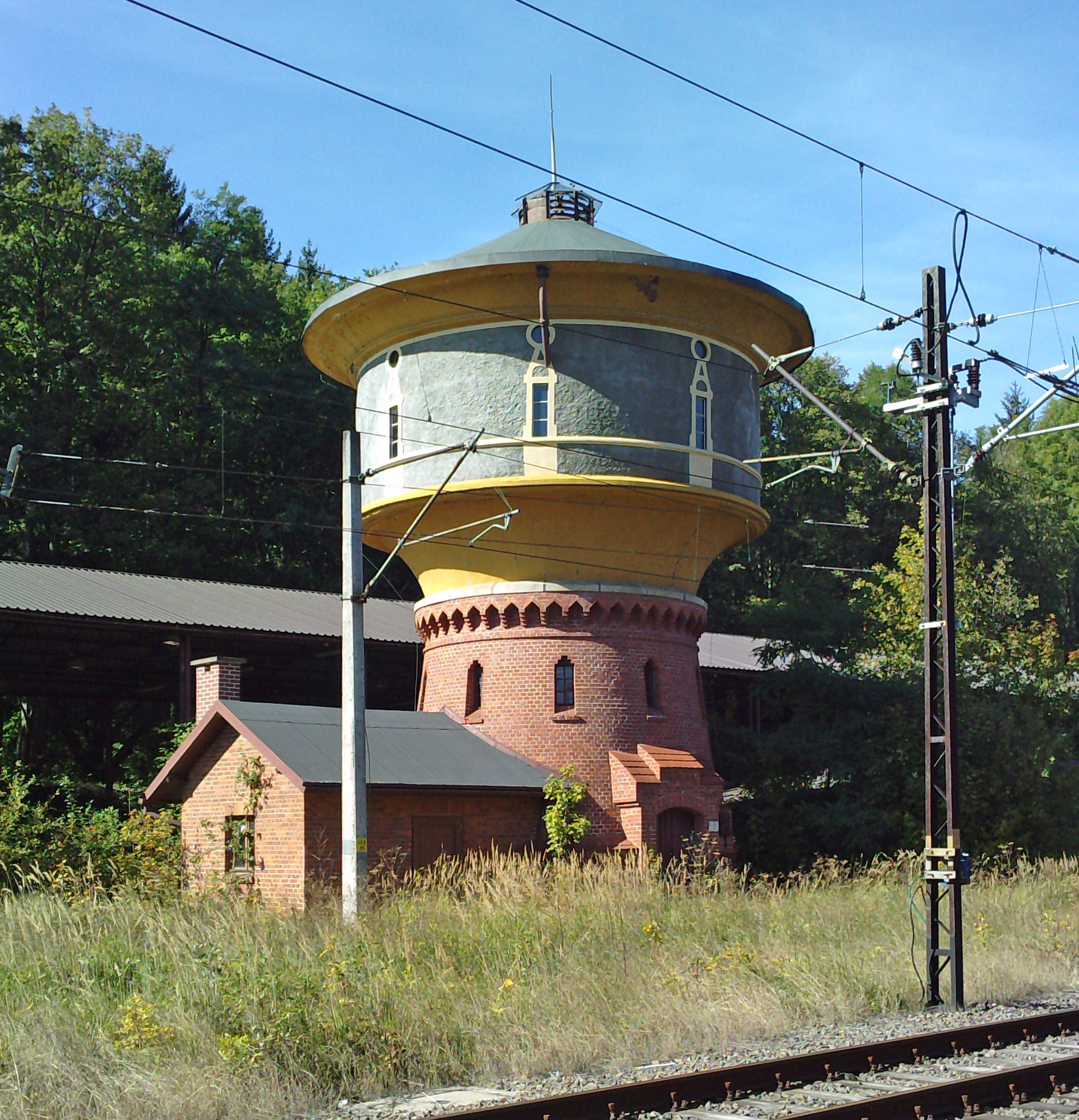
Wieża wodociągowa na dworcu w Międzylesiu

Zabudowania stacyjne na ziemi kłodzkiej tworzyły z reguły tzw. kompleksy dworcowe, których wielkość uzależniona była od znaczenia miejscowości. W centralnej części znajdował się jedno- lub dwupiętrowy budynek dworca kolejowego, w którym mieściły się: kasy, poczekalnia i pomieszczenia służbowe. Obiekty gospodarcze pełniły funkcję ekspedycji towarowych oraz magazynów, zwykle wyposażonych w rampę ładunkowo-wagonową oraz drogową. Wzdłuż osi torów usytuowano także wolnostojące szalety. W pobliżu znajdowały się zabudowania mieszkalne (na mniejszych stacjach usytuowane na piętrze budynku dworcowego). Część stacyjnych peronów powstających już w XX wieku posiadało wiaty dworcowe lub tunele dla pieszych. W skład wyposażenia technicznego większych stacji wchodziły ponadto skrajnie usytuowane nastawnie, wolnostojące wieże ciśnień i lokomotywownie. Większość budowli kolejowych w powiecie kłodzkim powstała według jednolitego projektu, dostosowanego do lokalnych potrzeb. Z kolei decyzję o rodzaju rozwiązania podejmował mistrz budowlany, który kierował budową danego odcinka.

## Architektura dworców ziemi kłodzkiej

### Eklektyzm
Zabudowania dworcowe na ziemi kłodzkiej w znaczącym stopniu noszą cechy XIX-wiecznego historyzmu, w którym występuje łączenie stylów, zwane eklektyzmem. Do lat 90. XIX wieku dworce kolejowe powstawały jako dwupiętrowe budowle o zwartej bryle. Ich licowane cegłą elewacje poprzez swoją surowość podkreślały przemysłowy charakter miejscowości, wpisując się w tzw. Rohbau (np. w budynkach gospodarczych stosowano metalową stolarkę okienną). Część dworców nosi cechy dziewiętnastowiecznego neoklasycyzmu z wyraźną rytmiką osi okien, a także tympanonami nad ryzalitami, np. Kłodzko Główne.

### Secesja

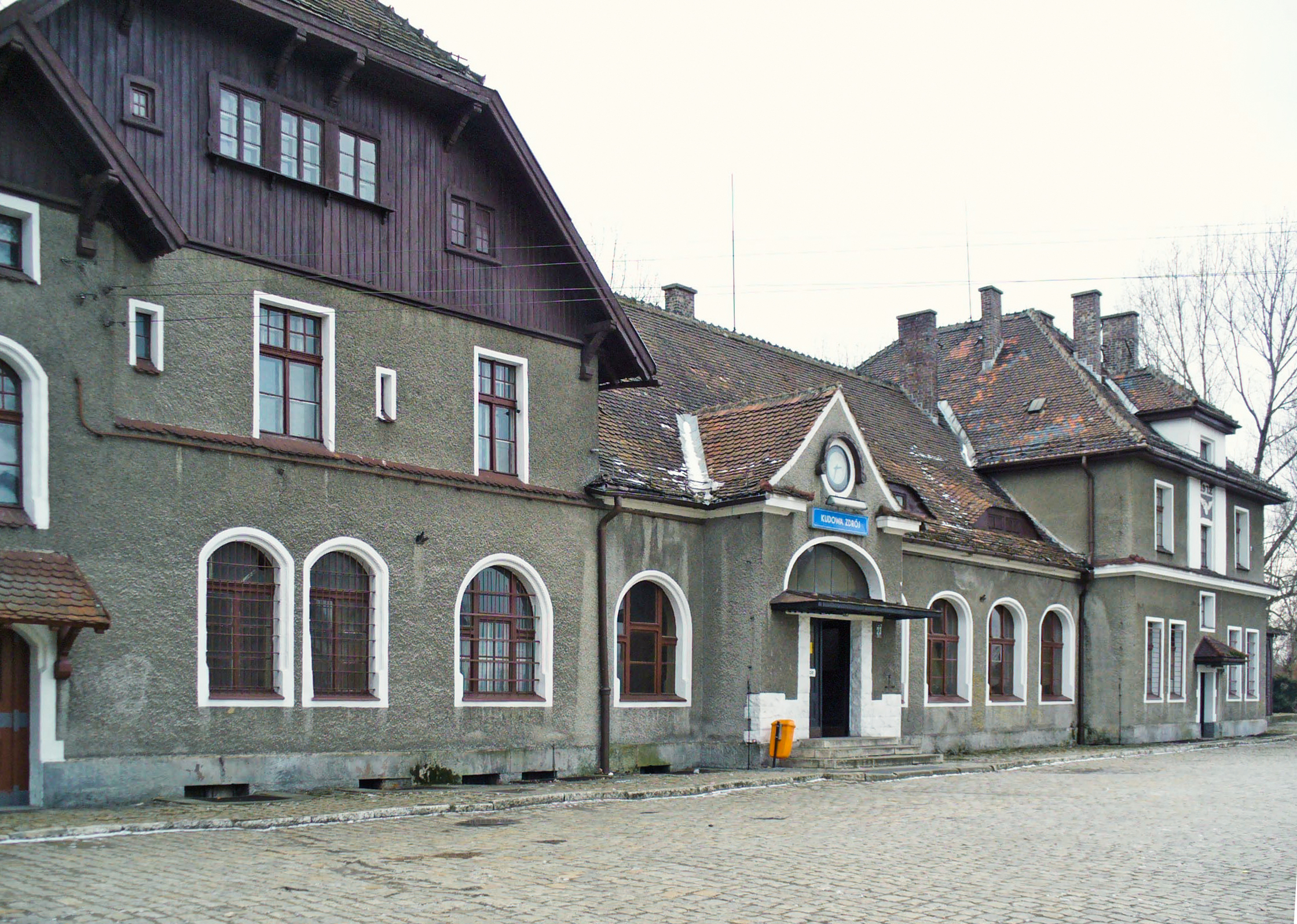
Kudowa-Zdrój, dworzec będący przykładem Jugendstilu

W obiektach kolei bocznych dominuje głównie secesja (z jęz. niem. Jugendstil), w budynkach ceglanych przejawia się zwiewnymi wykrojami otworów okiennych i drzwiowych, wokół których często znajdują się finezyjne opaski. Przełamanie sztywnej geometrii ceglanych ścian nośnych o konstrukcji ryglowej następowało w wyniku umieszczenia wygiętej belki w kształcie litery „s”, co widoczne jest na przykładzie dworca w Dusznikach-Zdroju. Natomiast pomiędzy kondygnacjami stosowano ozdobne gzymsy o zróżnicowanej formie.

### Heimatstil

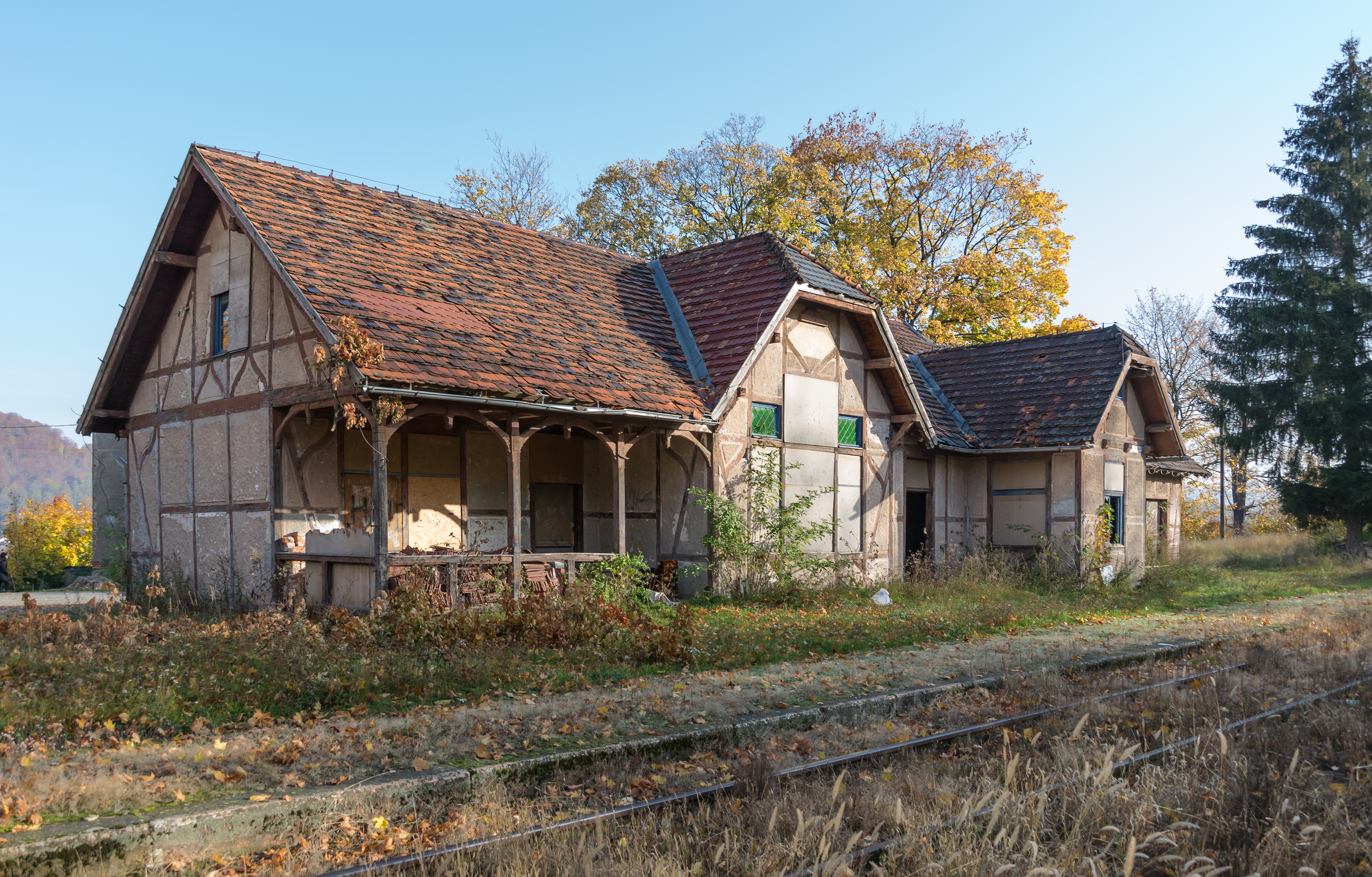
Ołdrzychowice Kłodzkie, stacja nosząca cechy Heimatstilu

Znaczna część budynków dworcowych reprezentuje tzw. styl rodzimy (Heimatstil), cechujący się łączeniem konstrukcji murowanej z drewnianą konstrukcją ryglową szczytów. Owo zróżnicowanie formy podkreśla stromy dach o mocno wysuniętych okapach oraz bogate zastosowanie zdobień snycerskich. Powiązanie Heimatstilu z secesją występuje w przypadku dworców na linii kolejowej Kłodzko-Stronie Śląskie.
Niektóre stacje noszą cechy rodzimej architektury sudeckiej, gdzie zwartą bryłę budynku pokrywa stromy dach o zróżnicowanym kącie nachylenia połaci, natomiast w części szczytowej występuje pionowe odeskowanie, wyraźnie odwołujące się do otaczającej zabudowy mieszkaniowej.

### Styl norweski
Na ziemi kłodzkiej występują także nietypowe rozwiązania architektoniczne jak dworzec w Radkowie, gdzie reprezentacyjny trzykondygnacyjny gmach dworca wzniesiono według stylu norweskiego domu rolniczego. Pokryty dwuspadowym dachem, w części parterowej uzyskał ozdobne oblicowanie rustykalnymi ciosami miejscowego piaskowca, które zdobiły ponadto jego naroża. Najwyższa kondygnacja posiada zdobienie w postaci pionowo ułożonych desek.

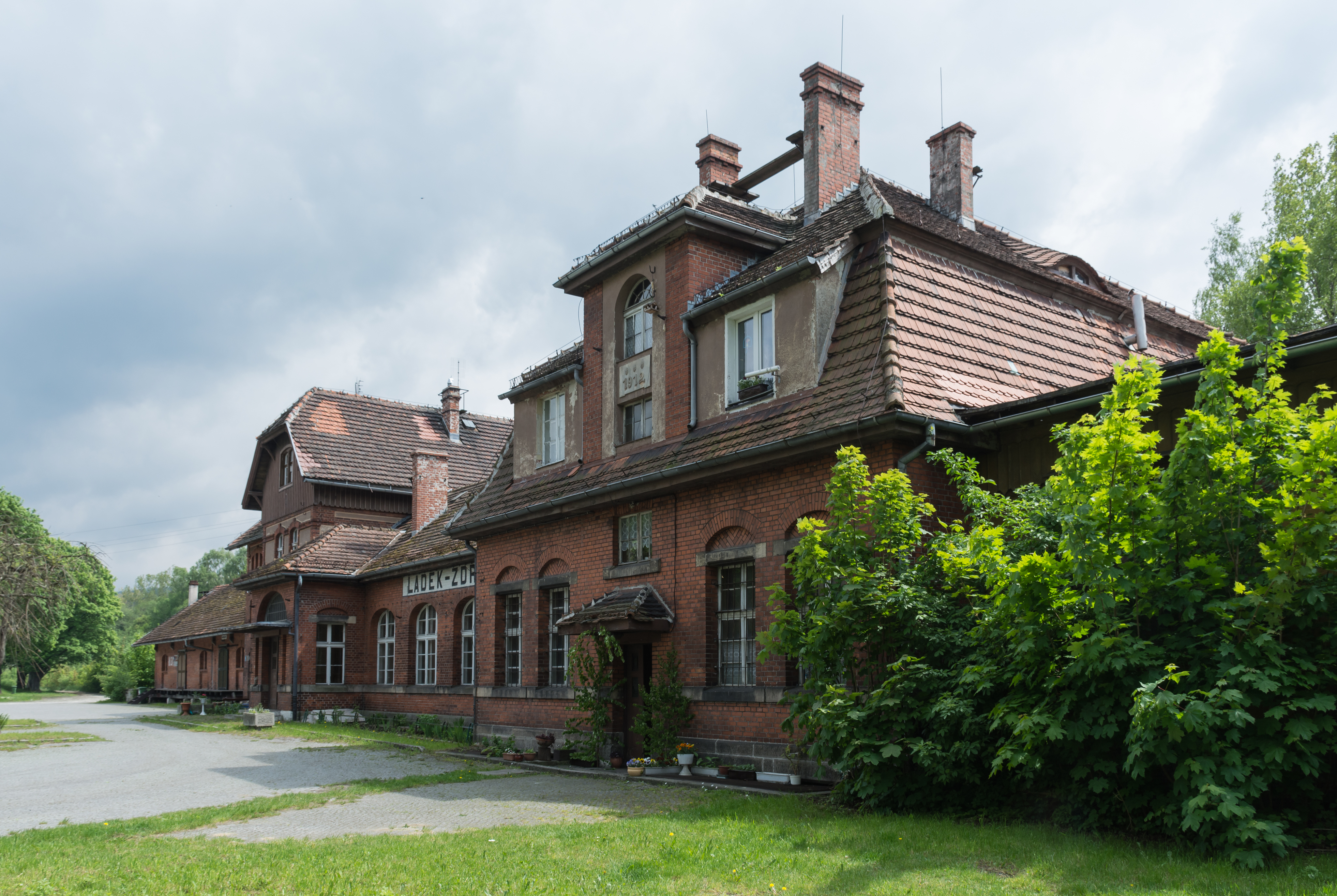
Dworzec w Lądku-Zdroju

### Modernizm
Wśród obiektów kolejowych powstałych na ziemi kłodzkiej śladowo występuje modernizm, którego funkcjonalną formę reprezentuje wagonownia w Kłodzku Głównym czy pomieszczenia dyżurnego ruchu na lądeckim dworcu.